# Shindo Muso Ryu

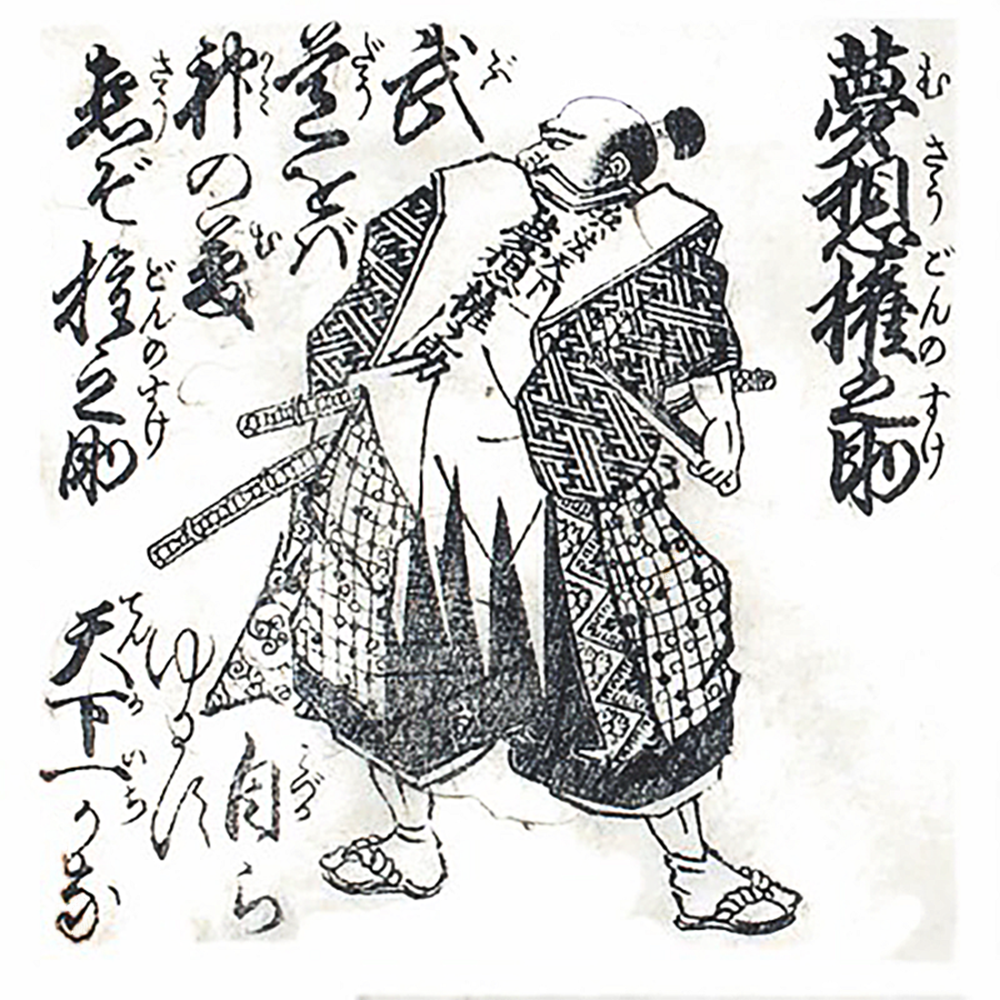
Grundaren av Shinto Muso Ryu - Muso Gonnosuke Katsuyoshi (Buko Hyakunin Isshu).

Shindo Muso Ryu eller Shinto Muso Ryu(神道夢想流杖道) är en japansk koryu och en av de äldsta stridskonsterna som använder den japanska trä-staven jō. Den grundades tidigt 1600-tal av samurajen Musō Gonnosuke Katsuyoshi (夢想權之助勝吉) och kan översättas som "Musos gudomliga skola".
Enligt en av flera källor blev Gonnosuke besegrad av samurajen Miyamoto Musashi i en duell. Musashi sades använda sina två svärd för att låsa fast Gonnosukes vapen så han inte kunde fortsätta striden. Gonnosuke överlevde duellen och adopterade en jo(stav) som sitt primära vapen för att kunna besegra Musashi i en ny duell. Gonnosukes stavteknik kombinerade rörelser från svärdet (tachi), spjutet (yari), staven (bô) och den japanska hillebarden naginata. Enligt legenden utkämpade Gonnosuke och Musashi en ny duell. Berättelsen slutar på olika vis, enligt en version med att Gonnosuke besegrar Musashi, enligt en annan slutar duellen oavgjort. Musashi själv hävdar i sitt verk Fem Ringars Bok att han under sitt liv förblivit obesegrad.
Den första duellen finns nedskriven i historiska källor från både Musashi och Gonnosukes anhängare. Däremot är den andra duellen bara omnämnd en gång och den källan har blivit ifrågasatt.